# 네가 없는 세상
네가 없는 세상은 매주 월요일 시니(김신희)와 혀노(정현호)가 네이버에서 연재하던 웹툰이다. 예고편과 후기, 에필로그를 포함한 총 35화가 연재되었다.

## 등장인물
- 김창익
- 한철수
- 박 휘
- 강현주
- 하연서
- 김교선